# مینا کاوانی
مینا کاوانی با نام پیشین مینا خسروانی؛ زادهٔ تهران یک هنرپیشه اهل ایران است.
وی که دانش‌آموخته دانشگاه هنر تهران است در فیلم‌های آقا یوسف و گل سرخ بازی کرده‌است. سابقه بازیگری وی بیشتر در تئاتر است و به عنوان منشی صحنه و دیگر عوامل پشت صحنه در تئاتر نقش ایفا نموده‌است. برهنگی خسروانی در فیلم گل سرخ، باعث جنجال رسانه‌ای در مورد وی گردید.

## فیلم‌شناسی
| سال  | فیلم                 | نقش            | کارگردان    |
| ---- | -------------------- | -------------- | ----------- |
| ۲۰۰۴ | آسانسور              |                | عماد شادزی  |
| ۲۰۱۰ | آقا یوسف             |                | علی رفیعی   |
| ۲۰۱۲ | آرگو                 | سحر (صدا)      | بن افلک     |
| ۲۰۱۴ | گل سرخ               | سارا           | سپیده فارسی |
| ۲۰۲۲ | خرس نیست             |                | جعفر پناهی  |
| ۲۰۲۳ | پری آبادان           | امید (صداپیشه) | سپیده فارسی |
| ۲۰۲۳ | لولیتاخوانی در تهران |                | اران ریکلیس |